# Elizabeth Griffith

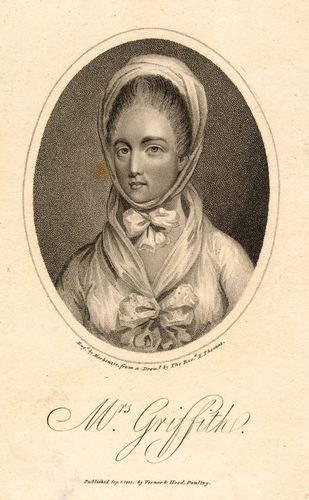
Porträt von Elizabeth Griffith

Elizabeth Griffith (* 11. Oktober 1727 in Glamorgan; † 5. Januar 1793 in Kildare) war eine irische Schriftstellerin und Schauspielerin. Sie verfasste Dramen und Romane und trat darüber hinaus als Herausgeberin auf.

## Leben
Griffith wurde in Wales geboren und verbrachte ihre Kindheit in Dublin, wo sie ab 1749 in der Theatergruppe von Thomas Sheridan spielte. Sie stammte aus einem gebildeten Elternhaus, war jedoch nach dem Tod ihres Vaters etwa 1744 finanziell nicht gut gestellt. Ab 1746 unterhielt sie  eine lange Korrespondenz mit dem ebenfalls verarmten Richard Griffith (mit dem sie nicht verwandt war), den sie schließlich heimlich heiratete; dieser Briefwechsel wurde 1757 mit fiktionalisierten Namen als A Series of Genuine Letters between Henry and Frances veröffentlicht. Der Band wurde ein großer Erfolg. Etwa in dieser Zeit zog Griffith nach London, um ihren Lebensunterhalt als Schriftstellerin zu verdienen. 1752 und 1756 wurden ihre beiden Kinder geboren. 
Griffith verstand sich selbst in erster Linie als Dramatikerin und schrieb hauptsächlich Komödien, mit denen sie einige Popularität erlangte. Die erste davon, The Platonic Wife (1765), wurde von der zeitgenössischen Kritik ablehnend aufgenommen – die Hauptfigur, die nach der Figur der Frances in den Letters gestaltet war, war eine selbstbewusste, nach Anerkennung und Respekt strebende Frau, die schließlich ihren Ehemann verlässt, was in der Londoner Theaterszene nicht gut aufgenommen wurde. Griffiths nachfolgende Dramen orientierten sich eher an tradierten Rollenbildern und porträtierten passivere Frauenfiguren. Große Erfolge wurden The Double Mistake (1766) und The School for Rakes (1769). Dennoch gelang es ihr trotz ihrer Popularität nie vollständig, sich als Frau in der Theaterszene zu etablieren; noch ihrem letzten Stück The Times (1779), eine Komödie über die Gefahren der Spielsucht, wurde seine Verwendung von Satire vorgehalten, die einer Frau unangemessen sei. Obwohl Griffith sich selbst den Anforderungen, die von Kritikern an sie herangetragen wurden, teilweise beugte, blieben komplexe Frauenfiguren eines ihrer wiederkehrenden Themen, was sich etwa auch in ihren drei Romanen zeigte. Alle drei haben weibliche Hauptfiguren, die viel Leid ertragen müssen, aber letztlich moralisch überlegen sind.
1780 kam Griffiths Sohn Richard als reicher Mann aus Indien zurück, was sie von der finanziellen Notwendigkeit zu schreiben befreite. Ihre letzten Lebensjahre verbrachte sie wieder in Dublin.

## Bibliografie
- Theodorick, King of Denmark (1752, Drama)
- A Series of Genuine Letters between Henry and Frances (1757, Briefroman)
- Amana (1764, Drama)
- The Platonic Wife (1765, Drama)
- The Double Mistake (1766, Drama)
- Two Novels in Letters by the Authors of Henry and Frances (1769, Briefroman)
- The School for Rakes (1769, Drama)
- The Delicate Distress (1769, Roman)
- The History of Lady Barton (1771, Roman)
- A Wife in the Right (1772, Drama)
- The Morals of Shakespeare Illustrated (1775, Literaturkritik)
- The Story of Lady Juliana Harvey (1776, Roman)
- The Times (1779)
- Novellettes, selected for the use of young ladies and gentlemen (1780, Erzählungen)